# McLaren M20
La McLaren M20 è una vettura sport prototipo sviluppata dalla McLaren per la stagione 1972 della Canadian-American Challenge Cup. Era dotata di un motore Chevrolet da 740 CV.
Venne utilizzata per sostituire la McLaren M8F nel campionato Can-Am 1972, fallendo la conquista del campionato. Le M20 continuarono ad essere utilizzate da squadre private fino a quando il Campionato Can-Am fu cancellato alla fine della stagione 1974. Con la M20, Denny Hulme vinse due gare durante la stagione 1972, mentre Scooter Patrick con un team privato vinse una sola gara nel 1974. La M20 vinse nel 1974 l'ultima gara della Can-Am, prima che il campionato venisse soppresso.

## Storia
Nell'ottica di contrastare Porsche, pronta a debuttare nella stagione 1972 con la 917, il team McLaren mise in campo notevoli sforzi per realizzare una nuova arma, la M20.
Nonostante la bontà delle soluzioni tecniche utilizzate la vettura si dimostrò poco competitiva, soprattutto a causa di problemi di affidabilità del propulsore, che la costrinsero più volte al ritiro.
Nel tentativo di risollevare le sorti della vettura, il tema mise in atto una serie di studi volti a migliorare le prestazioni, in particolare ipotizzando l'adozione di motori turbocompressi che, però, finirono per mettere in crisi il telaio e il resto della meccanica; i costi per riprogettare telaio e trasmissione, o anche per utilizzarne alcuni di fornitura esterna, sarebbero stati troppo elevati e la dirigenza decise di abbandonare il progetto dichiarando il ritiro dalla serie.
Le vetture vennero successivamente cedute a team privati che continuarono a correre con discreti risultati, fino al 1974 in Can-Am e successivamente nel campionato Interserie.
Vennero allestiti un totale di 3 telai:

### M20/1
Il primo telaio realizzato, venne utilizzato per eseguire diversi test e debuttò a Watkins Glen International nel 1972; pilotato da Hulme e iscritto alla stagione con i colori della McLaren venne poi ceduto alla Roy Woods Racing che la utilizzò nel 1973 con alla guida Hobbs e, in seguito, passò a Scooter per la stagione 1974.

### M20/2
La vettura ha debuttato nel 1972 a Mosport Park con Hulme, incidentata a Road Atlanta, venne poi ceduta per la stagione 1973 a Fred Corbett che la affidò ad Andretti con i colori Commander Motor Homes e a Cannon per Slater Racing.

### M20/3
Il terzo telaio, allestito in seguito all'incidente alla M20/2 sulla base del prototipo, venne portato in gara da Revson nella stagione 1972; nel 1973 venne ceduto a Kelleners che lo fece correre fino al 1975 con colori della Felder Racing Team.

## Caratteristiche tecniche
Concettualmente molto simile alla precedente M8F la M20 prevedeva, però una differente disposizione dei radiatori, questa volti posti lateralmente e, di conseguenza, un nuovo serbatoio benzina, ridisegnato in funzione dei nuovi ingombri e costituito di tre sacche separate; questa configurazione garantiva un miglior raffreddamento oltre a un aumento del comfort per il pilota, non più investito dal flusso di aria calda del radiatore centrale; inoltre questa soluzione permetteva di migliorare anche l'aerodinamica aumentando il carico e quindi l'aderenza.
Il telaio era monoscocca realizzato in alluminio, vestito da una carrozzeria in vetroresina, le sospensioni erano di tipo Multilink con ammortizzatori regolabili e il peso complessivo di 690 kg.
Il comparto propulsivo era costituito da un motore a benzina Chrevrolet big block, 8 cilindri a V di 90°, naturalmente aspirato e dotato di due valvole per cilindro, la cilindrata complessiva era di 8341 cc e sviluppava 750 CV a 6400 rpm e 1003 Nm di coppia 4400 rpm, montato in posizione posteriore centrale; il cambio era uno Hewland LG Mk II manuale a 4 rapporti.